# Регіональний ландшафтний парк «Научний»
«Нау́чний» (крим. «Nauçnıy», «Научный» «Nauçnıy», «Научний») — регіональний ландшафтний парк в Україні, розташований у Кримських горах на території Бахчисарайського району (Автономна Республіка Крим). Площа — 965 га. Землекористувачі — ДП «Бахчисарайське лісове господарство».

## Природа
У Парку зростає 10 видів вищих судинних рослин та мешкає 1 вид жуків, що занесені до Червоної книги України.

## Історія
Регіональний ландшафтний парк був створений Постановою Верховної Ради Автономної Республіки Крим від 21.12.2011 № 643-6 / 11 «Про розширення і впорядкування мережі територій та об'єктів природно-заповідного фонду місцевого значення в Автономній Республіці Крим» .
Користувачем було визнане так зване Міністерство екології та природних ресурсів Республіки Крим.
Після анексії Криму Росією був визнаний окупаційною владою ландшафтно-рекреаційним парком регіонального значення, згідно з Розпорядженням Ради Міністрів Республіки Крим від 5 лютого 2015 року № 69-р Про затвердження Переліку особливо охоронюваних природних територій регіонального значення Республіки Крим.
Наказом так званого Міністерства екології та природних ресурсів окупаційного уряду Криму від 30.12.2016 № 2735 «Про затвердження Положення про ландшафтно-рекреаційний парк регіонального значення Республіки Крим „Научний“» визначено режим господарського використання і зонування території парку.

## Опис
Парк розташований на Внутрішньому пасмі Кримських гір на території Бахчисарайського держлісгоспу та включає безіменний гірський хребет — вододіл річок Бодрак (басейну Альми) та Янирек (нижня течія річки Марта, басейн Качі), що на південний схід від Научного. Найвищі вершини хребта — Кичхі-Бурну (643 м) і Гайтан-Тепе (598 м). Безіменний хребет розчленований балками.
Парк має функціональне зонування: заповідна, регульованої рекреації, стаціонарної рекреації, господарська зони.
Є три туристичні маршрути (№ 93, 94, 96), дві туристичні стоянки (погано облаштовані) біля струмка річки Марта. Біля парку розташований НІН Кримська астрофізична обсерваторія, який також є місцем відвідування туристів.
Найближчий населений пункт — смт Научний, місто — Бахчисарай .